# Чемпіонат Ізраїлю з баскетболу 2012—2013
Чемпіонат Ізраїлю з баскетболу 2012—2013 — 59-ий чемпіонат Ізраїлю з баскетболу серед чоловічих команд.

## Регулярний сезон
|     | Команда                  | І  | В  | П  | ОЗ   | ОП   | ОР   | О  | Плей-оф        |
| --- | ------------------------ | -- | -- | -- | ---- | ---- | ---- | -- | -------------- |
| 1.  | Маккабі (Тель-Авів)      | 27 | 22 | 5  | 2279 | 1917 | +362 | 49 | Верхня плей-оф |
| 2.  | Маккабі (Хайфа)          | 27 | 17 | 10 | 2224 | 2150 | +74  | 44 | Верхня плей-оф |
| 3.  | Хапоель (Ейлат)          | 27 | 17 | 10 | 2160 | 2059 | +101 | 44 | Верхня плей-оф |
| 4.  | Барак Нетанья            | 27 | 15 | 12 | 2095 | 2065 | +30  | 42 | Верхня плей-оф |
| 5.  | Хапоель (Єрусалим)       | 27 | 13 | 14 | 2226 | 2204 | +22  | 40 | Верхня плей-оф |
| 6.  | Маккабі (Рішон-ле-Ціон)  | 27 | 12 | 15 | 2112 | 2145 | -33  | 39 | Верхня плей-оф |
| 7.  | Хапоель (Верхня Галілея) | 27 | 14 | 13 | 2125 | 2137 | -12  | 41 | Нижня плей-оф  |
| 8.  | Хапоель (Тель-Авів)      | 27 | 13 | 14 | 1981 | 2027 | -46  | 40 | Нижня плей-оф  |
| 9.  | Хапоель (Холон)          | 27 | 12 | 15 | 2127 | 2144 | -17  | 39 | Нижня плей-оф  |
| 10. | Маккабі (Ашдод)          | 27 | 11 | 16 | 2202 | 2300 | -98  | 38 | Нижня плей-оф  |
| 11. | Бней Герцлія             | 27 | 10 | 17 | 2210 | 2356 | -146 | 37 | Нижня плей-оф  |
| 12. | Іроні Ашкелон            | 27 | 6  | 21 | 2094 | 2331 | -237 | 33 | Нижня плей-оф  |

## Матч всіх зірок
| 18 березня 2013 | Протокол | Зірки Ізраїлю                                           | 127–111 | Усі Зірки                                    |  | Ромема Арена, Хайфа Глядачів: 2,500 |
| 18 березня 2013 | Протокол | Очки: Еліяху і Євзорі 20 Підб.: Коцікаро 9 РП: Еліяху 6 |         | Очки: Вошингтон і Гопсон 16 Підб.: Калатес 9 |  | Ромема Арена, Хайфа Глядачів: 2,500 |

## Плей-оф

### Чвертьфінали
| Команда 1               | Заг. | Команда 2                    | Матч 1 8–9 травня | Матч 2 12–13 травня | Матч 3 16 травня | Матч 4 19–20 травня | Матч 5 23 травня |
| ----------------------- | ---- | ---------------------------- | ----------------- | ------------------- | ---------------- | ------------------- | ---------------- |
| Маккабі (Тель-Авів) (1) | 3–0  | (8) Хапоель (Тель-Авів)      | 76-68             | 80-67               | 76-74            |                     |                  |
| Маккабі (Хайфа) (2)     | 3–0  | (7) Хапоель (Верхня Галілея) | 87-85             | 93-81               | 93-87            |                     |                  |
| Хапоель (Ейлат) (3)     | 3–2  | (6) Маккабі (Рішон-ле-Ціон)  | 77-79             | 91-63               | 69-67            | 70-79               | 91-80            |
| Барак Нетанья (4)       | 2–3  | (5) Хапоель (Єрусалим)       | 80-87             | 68-87               | 92-69            | 73-70               | 68-79            |

### Півфінали
| Команда 1               | Заг. | Команда 2              | Матч 1 26–27 травня | Матч 2 29–30 травня | Матч 3 2–3 червня | Матч 4 5 червня | Матч 5 9 червня |
| ----------------------- | ---- | ---------------------- | ------------------- | ------------------- | ----------------- | --------------- | --------------- |
| Маккабі (Тель-Авів) (1) | 3–0  | (5) Хапоель (Єрусалим) | 91-73               | 74-68               | 78-72             |                 |                 |
| Маккабі (Хайфа) (2)     | 3–2  | (3) Хапоель (Ейлат)    | 87-75               | 105-84              | 75-78 (OT)        | 72-82           | 71-68           |

### Фінал
| Команда #1              | Рахунок | Команда #2          |
| ----------------------- | ------- | ------------------- |
| Маккабі (Тель-Авів) (1) | 79-86   | (2) Маккабі (Хайфа) |

| Чемпіон Ізраїлю з баскетболу 2012-2013 |
| -------------------------------------- |
| Маккабі (Хайфа) 1-й титул              |